# Kinley Gibson
Kinley Gibson (* 16. Januar 1995 in Edmonton) ist eine ehemalige kanadische Radsportlerin, die Rennen auf Straße und Bahn bestritt.

## Sportlicher Werdegang
2013 wurde Kinley Gibson, die zunächst als Triathletin aktiv gewesen war, kanadische Junioren-Meisterin im Einzelzeitfahren auf der Straße. Drei Jahre später wurde sie gemeinsam mit Jasmin Duehring, Ariane Bonhomme und Jamie Gilgen Panamerikameisterin in der Mannschaftsverfolgung auf der Bahn, ein Erfolg, den der kanadische Vierer mit Gibson im Jahr darauf wiederholen konnte. Gibson errang zudem Silber in der Einerverfolgung. Ebenfalls 2017 gewann sie gemeinsam mit Ariane Bonhomme, Annie Foreman-Mackey und Allison Beveridge die Mannschaftsverfolgung beim Lauf des Weltcups in Milton. Bei den Panamerikameisterschaften 2019 belegte sie im Scratch Platz drei.
2019 beendete Gibson ihre aktive sportliche Laufbahn und übernahm im Jahr darauf das Amt einer Trainerin an der Edmonton Triathlon Academy:

## Erfolge

### Bahn
2013
- Junioren-Weltmeisterschaft – Scratch

2016
- Panamerikameisterin – Mannschaftsverfolgung (mit Jasmin Duehring, Ariane Bonhomme und Jamie Gilgen)

2017
- Weltcup in Milton – Mannschaftsverfolgung (mit Ariane Bonhomme, Annie Foreman-Mackey und Allison Beveridge)
- Panamerikameisterin – Mannschaftsverfolgung (mit Ariane Bonhomme, Devaney Collier und Meghan Grant)
- Panamerikameisterschaft – Einerverfolgung
- Kanadischer Meisterin – Einerverfolgung

2018
- Kanadischer Meisterin – Punktefahren, Mannschaftsverfolgung (mit Ariane Bonhomme, Annie Foreman-Mackey und Laurie Jussaume)

2019
- Panamerikameisterschaft – Scratch

### Straße
2013
- Kanadische Junioren-Meisterin – Einzelzeitfahren